# Нижнее Балтаево
Ни́жнее Балта́ево (тат. Түбән Балтай) — село в Апастовском районе Республики Татарстан, в составе Среднебалтаевского сельского поселения.

## Этимология названия
Топоним произошел от татарского слова «түбән» (нижний) и ойконима «Балтай» (Балтаево).

## География
Деревня находится на реке Черемшан, в 17 км к западу от районного центра, посёлка городского типа Апастово.

## История
В окрестностях деревни выявлен археологический памятник – Нижнебалтаевское селище (именьковская культура).
Деревня основана в первой половине XVII века.
В XVIII – первой половине XIX века жители относились к категории государственных крестьян. Основные занятия жителей в этот период – земледелие и скотоводство.
В «Списке населенных мест по сведениям 1859 года», изданном в 1866 году, населённый пункт упомянут как казённая деревня Нижние Балтаи 2-го стана Тетюшского уезда Казанской губернии. Располагалась при речке Чоремшанке, по правую сторону почтового тракта из Казани в Симбирск, в 45 верстах от уездного города Тетюши и в 13 верстах от становой квартиры во владельческом селе Знаменское (Чипчаги). В деревне в 68 дворах жили 411 человек (217 мужчин и 194 женщины). Была мечеть.
В начале XX века в деревне функционировали мечеть, медресе, водяная мельница, крупообдирка, 2 мелочные лавки. В этот период земельный надел сельской общины составлял 751 десятину.
С 1930 года деревня входила в сельхозартель «Кызыл Балтай».
До 1920 года деревня входила в Средне-Балтаевскую волость Тетюшского уезда Казанской губернии. С 1920 года в составе Тетюшского, с 1927 года – Буинского кантонов ТАССР. С 10 августа 1930 года в Апастовском, с 1 февраля 1963 года в Буинском, с 4 марта 1964 года в Апастовском районах.

## Население
| 1782 | 1859 | 1897 | 1908 | 1920 | 1926 | 1938 | 1949 | 1958 | 1970 | 1979 | 1989 | 2002 | 2010 | 2015 |
| ---- | ---- | ---- | ---- | ---- | ---- | ---- | ---- | ---- | ---- | ---- | ---- | ---- | ---- | ---- |
| 75   | 397  | 669  | 915  | 715  | 544  | 485  | 362  | 279  | 293  | 195  | 124  | 124  | 106  | 80   |

Национальный состав села: татары.

## Экономика
Жители работают преимущественно в сельскохозяйственном предприятии «Свияга», занимаются полеводством, молочным скотоводством, свиноводством.

## Объекты культуры и медицины
В селе действуют сельский клуб, фельдшерско-акушерский пункт.

## Религиозные объекты
Мечеть «Адхам» (1993 год).